# سوی شنگشنگ
سوی شنگشنگ (انگلیسی: Sui Shengsheng؛ زادهٔ ۱ ژانویهٔ ۱۹۸۰)  بازیکن والیبال اهل چین بود. وی در بازی‌های المپیک تابستانی ۲۰۰۸ شرکت کرده‌است.